# Aipysurus
Aipysurus är ett släkte av ormar. Aipysurus ingår i familjen giftsnokar och underfamiljen havsormar.
De flesta arter blir upp till en meter lång och Aipysurus laevis kan nå en längd av två meter. Släktets medlemmar förekommer i norra Australien, Nya Guinea och Nya Kaledonien och de vistas där vid strandlinjen. Arterna jagar antagligen fiskar. Honor lägger inga ägg utan föder levande ungar.
Arter enligt Catalogue of Life:
- Aipysurus apraefrontalis
- Aipysurus duboisii
- Aipysurus eydouxii
- Aipysurus foliosquama
- Aipysurus fuscus
- Aipysurus laevis
- Aipysurus tenuis

The Reptile Database listar ytterligare två arter:
- Aipysurus mosaicus
- Aipysurus pooleorum